# Marblepsis mayotta
Marblepsis mayotta är en fjärilsart som beskrevs av Collenette 1931. Marblepsis mayotta ingår i släktet Marblepsis och familjen tofsspinnare. Inga underarter finns listade i Catalogue of Life.